# Otto Steinmann
Otto Ludwig Eberhard Steinmann (* 4. November 1831 in Baumgarten, Landkreis Frankenstein, Provinz Schlesien; † 14. Dezember 1894 in Gumbinnen, Ostpreußen) war ein deutscher Verwaltungsjurist und Politiker in Preußen.

## Leben
Steinmann studierte an der Universität Breslau und der Friedrichs-Universität Halle Rechtswissenschaft. Er wurde Mitglied des Corps Saxonia Breslau (1847/48), des Corps Guestphalia Halle (1848) und des Corps Silesia Breslau (1849). Nach dem Studium trat er in den preußischen Staatsdienst. Er war ab 1860 Regierungsassessor in Liegnitz und ab 1865 in Königsberg i. Pr. Im Jahr 1866 amtierte er als kommissarischer Landrat im Kreis Gerdauen. Dieselbe Funktion übte er 1867 im Kreis Merseburg aus. Im Jahr 1868 wurde Steinmann zum Regierungs- und Oberpräsidialrat in Magdeburg ernannt. Ab 1876 war er Oberregierungsrat in Marienwerder. Dort war er 1881 auch stellvertretender Regierungspräsident. Von 1881 bis 1894 war er Regierungspräsident im Regierungsbezirk Gumbinnen. Im Jahr 1882 wurde er in der Öffentlichkeit beschuldigt, zu Gunsten der Konservativen den Wahlkreiszuschnitt in seinem Bezirk verändert zu haben. Zwischen 1885 und 1894 war Steinmann für die Deutschkonservative Partei Mitglied des Preußischen Abgeordnetenhauses. Von 1889 bis zu seinem Tode 1894 gehörte er als Abgeordneter des Reichstagswahlkreis Regierungsbezirk Gumbinnen 6 dem Reichstag an. Er war Bruder des nobilitierten Georg Maximilian Franz von Steinmann.